# Comuna de Błaszki
Błaszki (polaco: Gmina Błaszki) é uma gminy (comuna) na Polónia, na voivodia de Lodz e no condado de Sieradzki. A sede do condado é a cidade de Błaszki.
De acordo com os censos de 2004, a comuna tem 15 201 habitantes, com uma densidade 75,4 hab/km².

## Área
Estende-se por uma área de 201,63 km², incluindo:
- área agricola: 84%
- área florestal: 9%

## Demografia
Dados de 30 de Junho 2004:
|                      | Total   | Total | Mulheres | Mulheres | Homens  | Homens |
| -------------------- | ------- | ----- | -------- | -------- | ------- | ------ |
|                      | pessoas | %     | pessoas  | %        | pessoas | %      |
| População            | 15 201  | 100   | 7642     | 50,3     | 7559    | 49,7   |
| Densidade (pop./km²) | 75,4    | 100   | 37,9     | 37,9     | 37,5    | 37,5   |

De acordo com dados de 2002, o rendimento médio per capita ascendia a 1138,67 zł.

## Comunas vizinhas
- Brąszewice, Brzeziny, Goszczanów, Szczytniki, Warta, Wróblew